# Kindiba
Kindiba är en forntida järnutvinningsplats i Tougo, provinsen Yatenga, region Nord i Burkina Faso. Platsen består av gruvor och tre smältugnar byggda i lera.

## Världsarvsstatus
Kindiba är sedan 9 april 1996 uppsatt på Burkina Fasos tentativa världsarvslista.